# Thorbjørn Olesen
Jacob Thorbjørn Olesen (nascido em 21 de dezembro de 1989) é um golfista profissional dinamarquês que atualmente joga nos torneios do Circuito Europeu.
No golfe dos Jogos Olímpicos de Verão de 2016, realizados no Rio de Janeiro, Brasil, terminou sua participação em trigésimo lugar na competição de jogo por tacadas individual masculino, representando Dinamarca.